# ظفر معلق

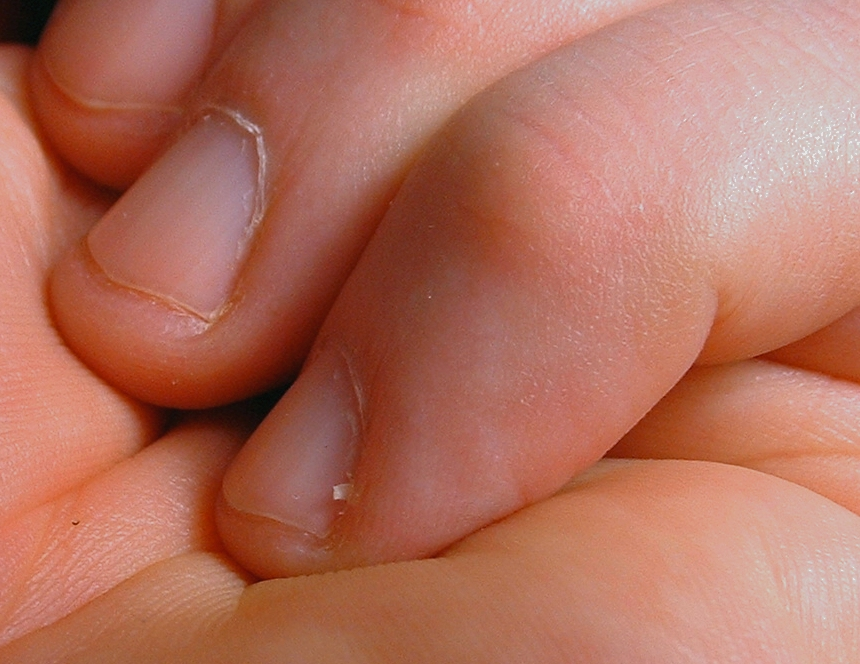
جلد متدل حول ظفري في قاعدة الإصبع.

الظفر المعلق أو جلد متدل حول ظفري أو السأف (بالإنجليزية: agnail أو hangnail)‏ (وقد يعرف أحيانا باسم بركة زوجة الأب (بالإنجليزية: stepmother's blessing)‏) هي قطعة صغيرة ممزقة من الجلد قريبة ومجاورة لظفر الإصبع وظفر إصبع القدم وهو الذي يقوم بعض الأشخاص بقضمه وقد يصل الأمر إلى حالة نفسية تعتبر مرضا ناتجا عن بعض الظروف النفسية.